# 書物の保存と修復

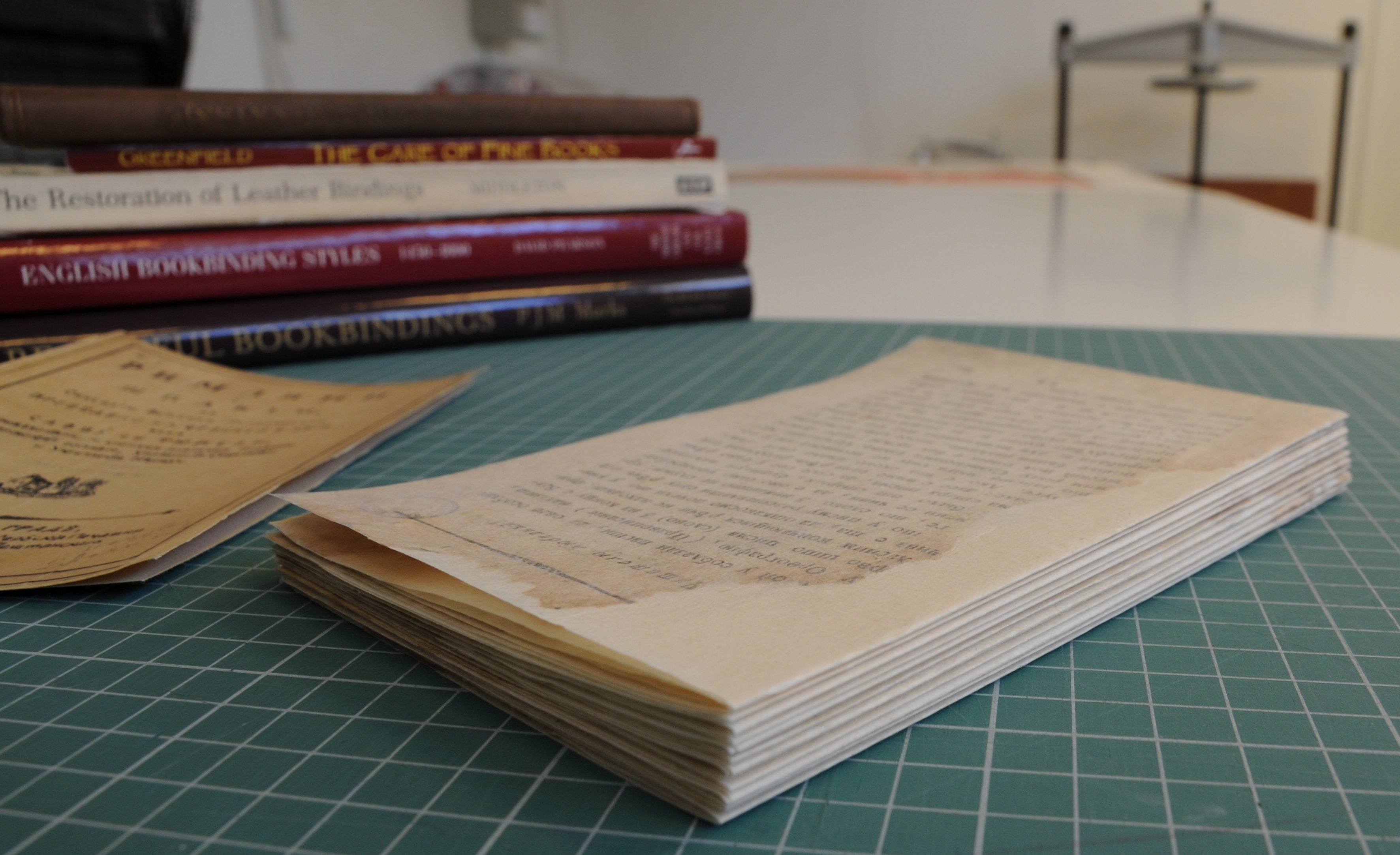
修理途上の本。ページが修復され、この後再製本されて修理が完了する。

書物の保存と修復（しょもつのほぞんとしゅうふく）とは、資料の保存と利用の観点から、図書館資料をはじめとする本の保全を図る取り組みである。

## 基本的な考え方
図書館における「利用のための資料保存」は、資料的価値・保存年限、利用頻度、資料の状態に応じて予防、点検、代替、修理、廃棄の5つの方策から組み合わせて選択される。
本は、保管状況や取扱い方法などの外部要因、酸性紙や製本方法など内部要因により、物理的な劣化や損傷を避けることはできない。本は、利用すればそれだけ傷みやすくなり、時として「利用」と「保存」は対立する考え方ともとらえられてきた。日本図書館協会が1963年に刊行した『中小都市における公共図書館の運営』、1970年刊行の『市民の図書館』では「従来の保存中心主義が図書館の発展を阻害してきた」と批判した。しかし、資料の「利用」は収集と保存が行われてこそ成り立ち、「保存」は利用のために行われることといえる。
国際図書館連盟は、修復の基本として「原形を尊重する」「可逆性」「安全な材料」「記録をとる」の4点を挙げている。ここでいう可逆性とは、修理した個所を修理以前の状態に戻すことである。以前に行った修理を剥がすことができないと、後年に別の修理が必要な個所が生じた際に困難をきたす。図書補修用として市販されている粘着テープは20～30年程度までは劣化に耐えうるが、それ以上の長期間にわたり保管する資料には紙や布などの材料と糊での補修が基本となる。しかし、過度に可逆性を追求しすぎると補修の難易度が非常に高くなるため、資料の希少性や保管期間などに応じて柔軟に検討されるべきである。修理を行う際には、「強固にするのではなく柔らかく仕上げる」ことが大切である。本全体のバランスが崩れ、修理した箇所だけが頑丈になり他の部分が壊れやすくなることを防ぐための原則である。
破損した本は、補修することが必ずしも最善ではない。頻繁に利用される本や、放置すると劣化や損傷が進行する場合には適切な補修が必要となるが、「利用に耐えうる最小限の修理」とすべきである。利用頻度が数年に一度程度の学術書などでは、表紙やページが外れた本であっても修理を行わず、散逸しないよう箱などに収納し、貸し出しの際には利用者に一言申し添えることで済む。
欧米の図書館の多くは修復室を備え、専門職員が貴重書などの修復にあたる。日本では、館内に資料保存や補修専門の部署を置いているのは国立国会図書館や東京都立中央図書館などごく一部の大規模図書館にとどまる。多くの一般図書館では、限られた予算の中で補修専門の職員を置くことは困難であり、図書館員が時間をやりくりしているケースや、横浜市中央図書館をはじめ、講習を受けた図書館ボランティアが補修作業を担っている場合もある。アメリカの大学院の図書館情報学科では図書補修の講義があり、関連する文献も豊富であるが、日本ではこれまで図書の補修に関する教育は必ずしも十分に行われてこなかった。

## 修理以外の方策
修理のために糊を使ったり紙を貼ったりすることは、本に対して負荷のかかる行為である。できる限り修理を行わずに済むよう、まずは「予防」が重要となる。書架に隙間なく図書を排架すると、出し入れの際に表紙が擦れたり背表紙に力が加わったりと傷みの原因になるため、2～3冊分程度の余裕を持たせる必要がある。隙間の大きい書架では斜め置きが本の変形の原因になるため、適宜ブックエンドを使用し、垂直になるように揃える。重量のある大型資料は、本自体の重量により「のど」に傷みが生じるため横置きを原則とする。和装本も同様である。企画展示を行う場合には、変色や変形が起こらないような照明・温度・湿度の配慮や支持台の工夫が必要となる。

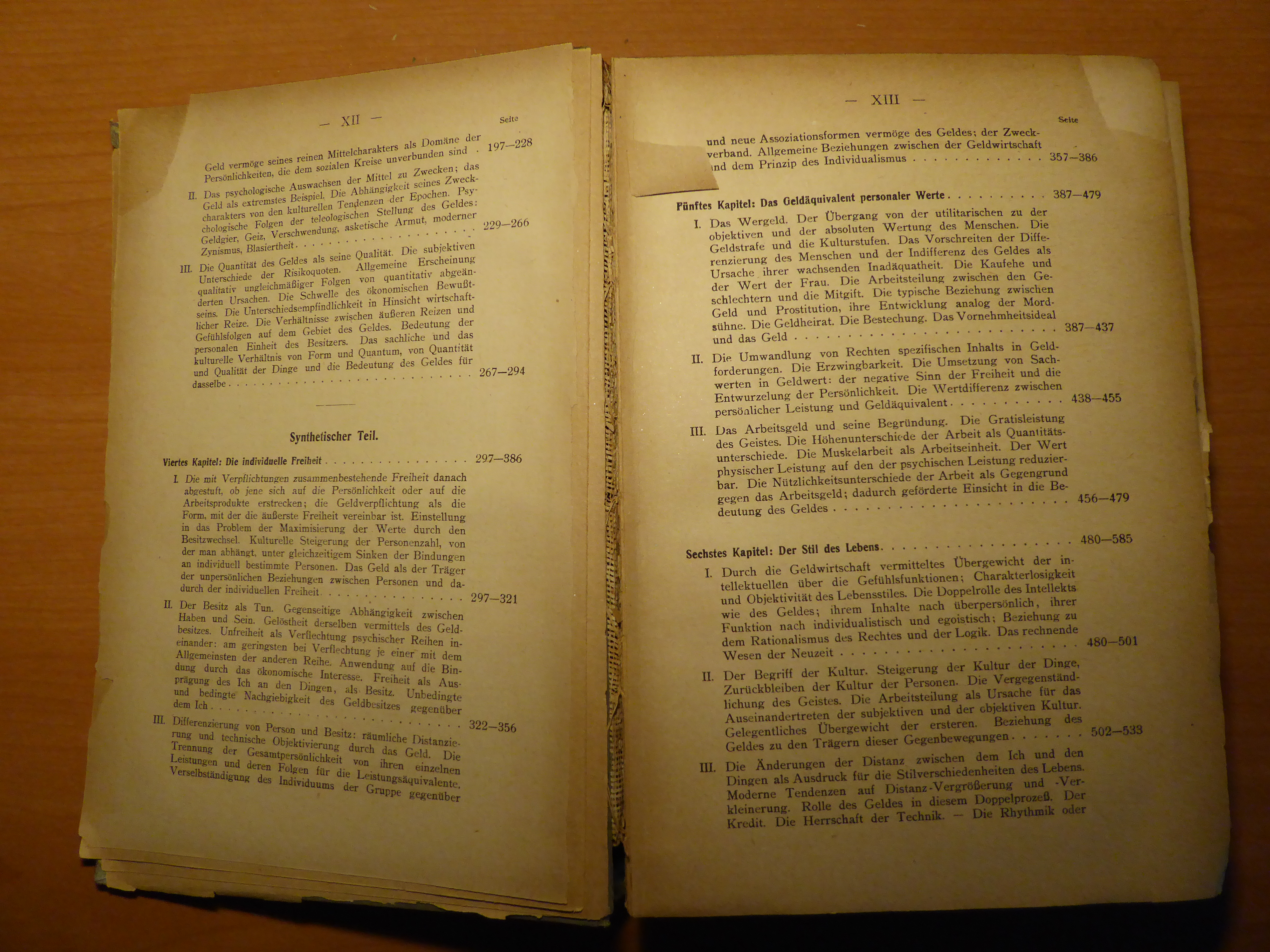
酸性化で劣化した本

洋紙の製紙工程で使用される硫酸アルミニウムに起因する酸性紙問題は、ウィリアム・バローが1959年に著した『蔵書の劣化－原因と対処』により知られるようになり、日本では1980年代ごろから図書の短命化の問題として顕在化した。インクの滲みを抑えるサイズ剤として添加されるロジンを紙に定着する目的で使われた硫酸アルミニウムは、加水分解して硫酸を生じ、セルロースを劣化させ紙が脆くなる。酸性化の進行を食い止める大量脱酸性化処理は、日本国内ではアメリカのプリザベーション・テクノロジーズ社が開発し、処理剤に酸化マグネシウムを使用したブックキーパー法、日本国内で開発されアンモニアと酸化エチレンを処理剤として用いるDAE法（乾式アンモニア・酸化エチレン法）が実用化されている。より安価な対策として中性～弱アルカリ性の容器に収納する方法があり、酸性化だけでなく湿気や光、塵などから保護できる効果もある。
蔵書点検や、貸し出した資料が返却された際などに、光による退色で内容を読み取れなくなるおそれが生じた青焼の資料や、酸性紙の劣化が進んだ本、カビの発生がみられる図書などを見つけ出し、早期に対処することも重要である。
図書館資料は、博物館や美術館の収蔵品と異なり、市販の図書や行政文書など再入手が可能な場合がある。マイクロフィルムに収録する方法では、適切な保管により100年以上の保存が可能である。デジタル化して、ハードディスクや光ディスクなどに保存する方法も採られ、資料へのアクセスや検索のしやすさから利用の点では有用であるが、媒体の劣化やクラッシュ、ソフトウェア・ハードウェアの陳腐化により、数十年～百年以上の長期にわたる保存や読み取りに耐えうるかは疑問が残る。複写機でコピーをとり紙媒体で複製を作る複写製本は、中性紙を使うことにより長期保存が可能で、特別な装置を使用せずに閲覧できる利点がある。
図書館で収集した資料のすべてを保存し続けることは現実的ではない。他館で同一の資料を所蔵しているか、過去の参考書やガイドブックなど陳腐化した資料ではないか、郷土資料など再入手が困難で長期にわたり保存する必要があるかどうかなどを検討し、適切な除籍を行うことも必要となる。万一図書館が大規模災害で被災した際に、救出すべき資料と廃棄しても良いものを選別する「本のトリアージ」の考え方にもつながる。

## 修理の技術と用具
ページの破れ、表紙や背表紙の外れ、無線綴じ本やハードカバーのページの外れ、水濡れや書き込みなど、損傷の状態はさまざまで、傷み方や本の種類、保存期間などにより適した用具と修理方法が用いられる。

### ページの破れ

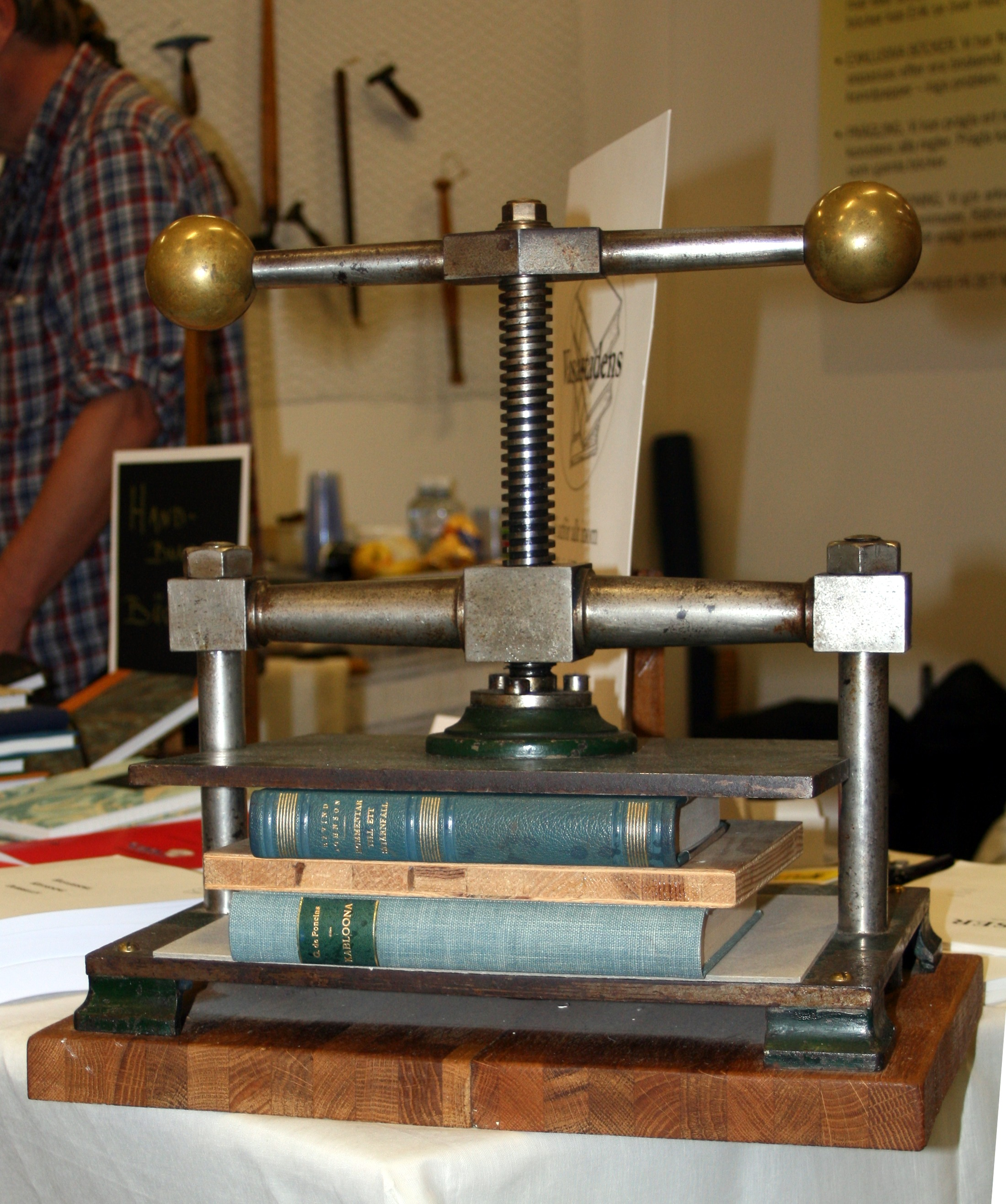
糊が乾燥するまで均一に押さえるための締め機

破れたページの補修には専用の粘着テープが数種類市販されており、図書館用品取扱業者や製本用品店から入手可能である。変色しにくい接着剤と、和紙やポリエステルなどの基材でできており、雑誌や一般的な本に用いられる。アメリカでは、低温アイロンで加熱することにより接着する熱反応紙も広く使われている。和紙と和糊による補修よりも強度は弱いものの取扱いが容易で、エタノールで剥がせる可逆性を持つ。セロハンテープは接着剤により紙が変色し、やがて基材が劣化して接着力を失う。一度貼ったものを、劣化する前に貼り換えようとしても剥がすことは容易ではないため、使用すべきではない。メンディングテープも接着剤が染み出してページ同士が貼り付くことがあるため、図書修理への使用は避けるべきである。永年保存が必要な貴重な図書・資料には、和紙と和糊を使った補修方法が用いられる。和紙は劣化しにくく、繊維が丈夫で洋紙にもなじみやすい特徴があり、世界的に用いられている。コウゾ・ミツマタ・ガンピなど天然素材を使用した手漉き和紙が特に適しており、本文の補修には薄手のもの、背表紙の補修にはやや厚手のものが使い分けられる。機械漉きの障子紙や書道練習用の半紙などは入手が容易であるが、繊維が短く厚すぎるため手漉き和紙に比べると不向きである。基材となる和紙は刃物を使わず、幅5～10mm、長さは破れ目よりやや長い大きさに、紙の目に沿って手で裂く。こうすることにより、裂いたところが細かい繊維状になり、糊付けした際に紙になじむ。修理する本は作業マットの上に置き、破れた箇所を重ね合わせる。その際、紙どうし重なり合う部分がある場合には、そのページの下にワックスペーパー等を敷き、和糊を使って張り合わせる。補修に使う和紙辺は、不要な紙の上で刷毛を使い、紙の繊維に沿って漉くように和糊を塗布する。ページの補修に用いる糊は、仕上がりが柔らかく、水を使って剥がすことのできる（すなわち、可逆性がある）デンプン糊が基本である。一般的な資料には、市販品のコーンスターチを原料としたフエキ糊や、タピオカでんぷんから作られたヤマト糊も使用できる。背表紙の補修や、表紙と本文の接合など強い接着力を要する部分には、デンプン糊とポリ酢酸ビニル系の木工用ボンドを2対1の割合の混合糊を水で薄めて使用する。木工用ボンド以上の接着力を持つ瞬間接着剤や、手芸用ボンド、工作用の液状糊は、仕上がり時の柔らかさがなく、可逆性もないため、本の補修には使用すべきではない。適当な大きさにした和紙辺はピンセットなどを使い本の破れ目にのせ、繊維をなじませ、表面が乾いたら重量をかけて伸ばしながら乾かせる。締め機 (wikidata:Q107196990) があれば望ましいが、平らに押さえるための板と、漬物石など数Kg程度の重しでも代用できる。糊が十分に乾燥したら、修理完了となる。

### 無線綴じ本のページ外れ
無線綴じは、ページを糸や針金で綴じるのではなく背に接着剤で貼り付ける製本方法であるが、接着剤の劣化によりページが外れることがある。1～2枚だけ外れた場合には、和紙と糊をテープ代わりにして補修する。和紙は幅6～10mm、長さはページの天地よりやや長めに裂く。外れたページの「のど」側の、和紙の半分ほどの幅に糊を塗って、和紙辺を載せて糊をなじませる。この時、和紙辺が本の天地からはみ出ないように切り取る。和紙の糊代部分に糊をつけ、外れたページを入れる箇所に挿入する。この時、薄い金属製定規をあてがうと、より深くまっすぐに差し込むことができる。差し込んだページが小口側にはみ出た場合には、糊が乾燥してからカッターナイフなどで切り取って完成となる。この方法は、切り取られたページをコピーで補充する場合にも応用できる。ページがばらばらに外れてしまった場合には、折丁を作り、糸でかがって綴じ直す方法が採られることがある。これは本を解体して、元の綴じ方と異なる方法で製本し直すことになるため、装幀自体に価値のある貴重本には適さない。紙が劣化した本にも不向きである。

### 背表紙や見返しの破損

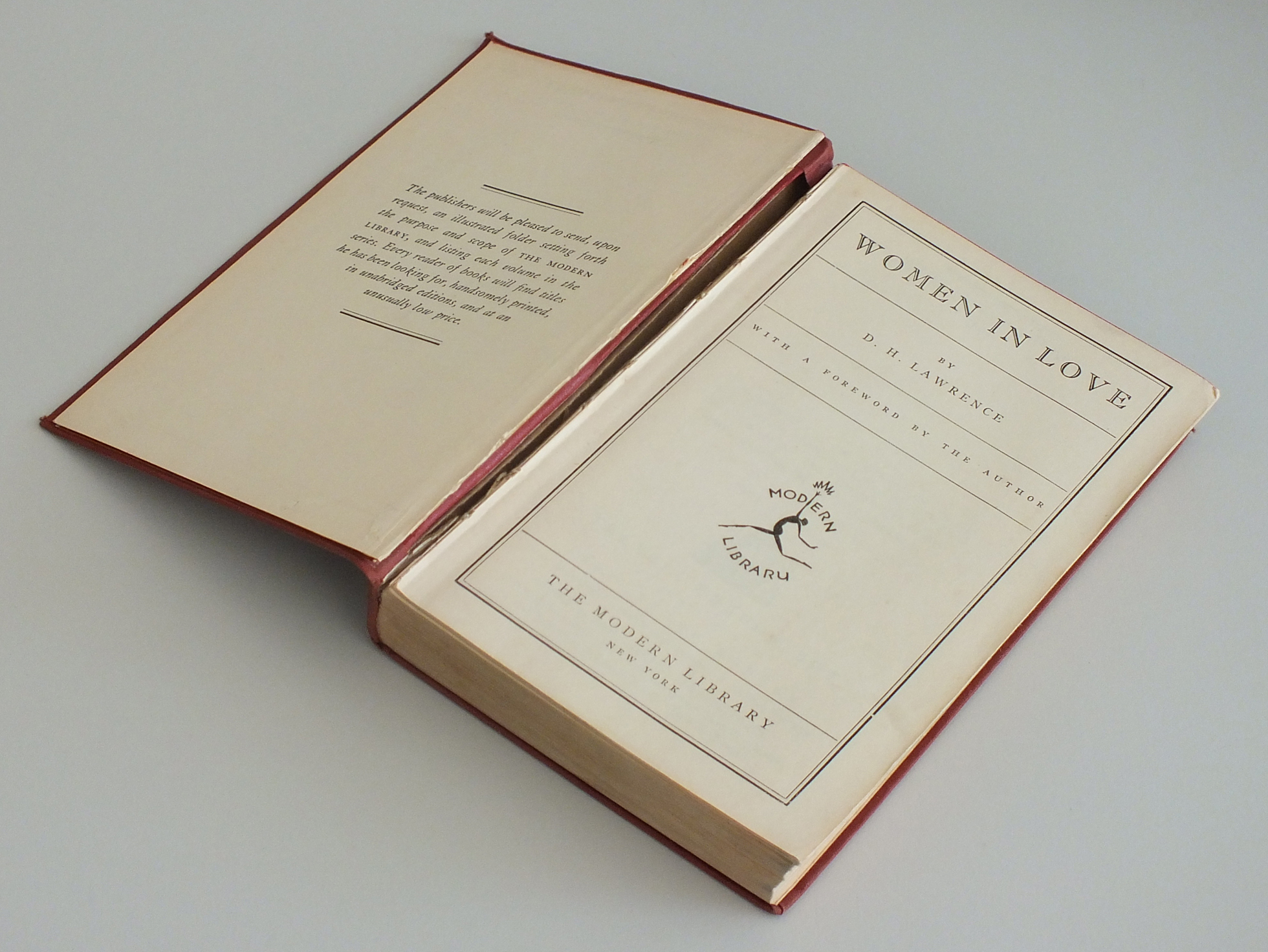
見返し紙が裂け、表紙と中身が分離しかかった本

中身の綴じに問題がなく、表紙と中身は接合しているが背表紙のみが取れかかっている場合には、クロスで新たな背を構築する。クロスはハードカバー本の表紙などに用いる装幀用材料で、さまざまな材質や色合いのものがあり、補修する本に近いものを選択する。背と中身の間に隙間を設けている構造の丸背本では、中身を背に直に接着してしまうとページを開きにくくなるだけでなく、背を傷めることともなる。角背本では接着した方がいいケースもあり、本の厚みやのどの状況に応じてケースバイケースで補修方法を決めるとよい。背の形状によっては、厚紙で「クータ」を作る。クータは背と中身の間の筒状の部材で、背のつくりを強化する役割を持つ。見返しは中身と表紙をつなぐ役割を果たす紙であり、表紙を開閉するたびに少しずつ傷みが進行する。見返しの「のど」の部分が破れかけている段階では和紙と糊による補修で傷みの進行を軽減することができる。さらに傷みが進み、見返しや、表紙と中身の接着を補強する布材である寒冷紗が裂けて表紙と中身が分離した場合には、これらを新たなものに付け直す。見返しは、製本技術の進歩とともにさまざまな形態で作られてきた。その様式は、製本された時代を特定する重要な手がかりともなる。元の見返しを破棄してしまうことは本の原形を損なうこととなるため、利用を重視して補修を行うか、保存を優先して補修を行わず、利用者には破損している旨を知らせたうえで貸出を行うかの判断が必要になる。　

### 水濡れ

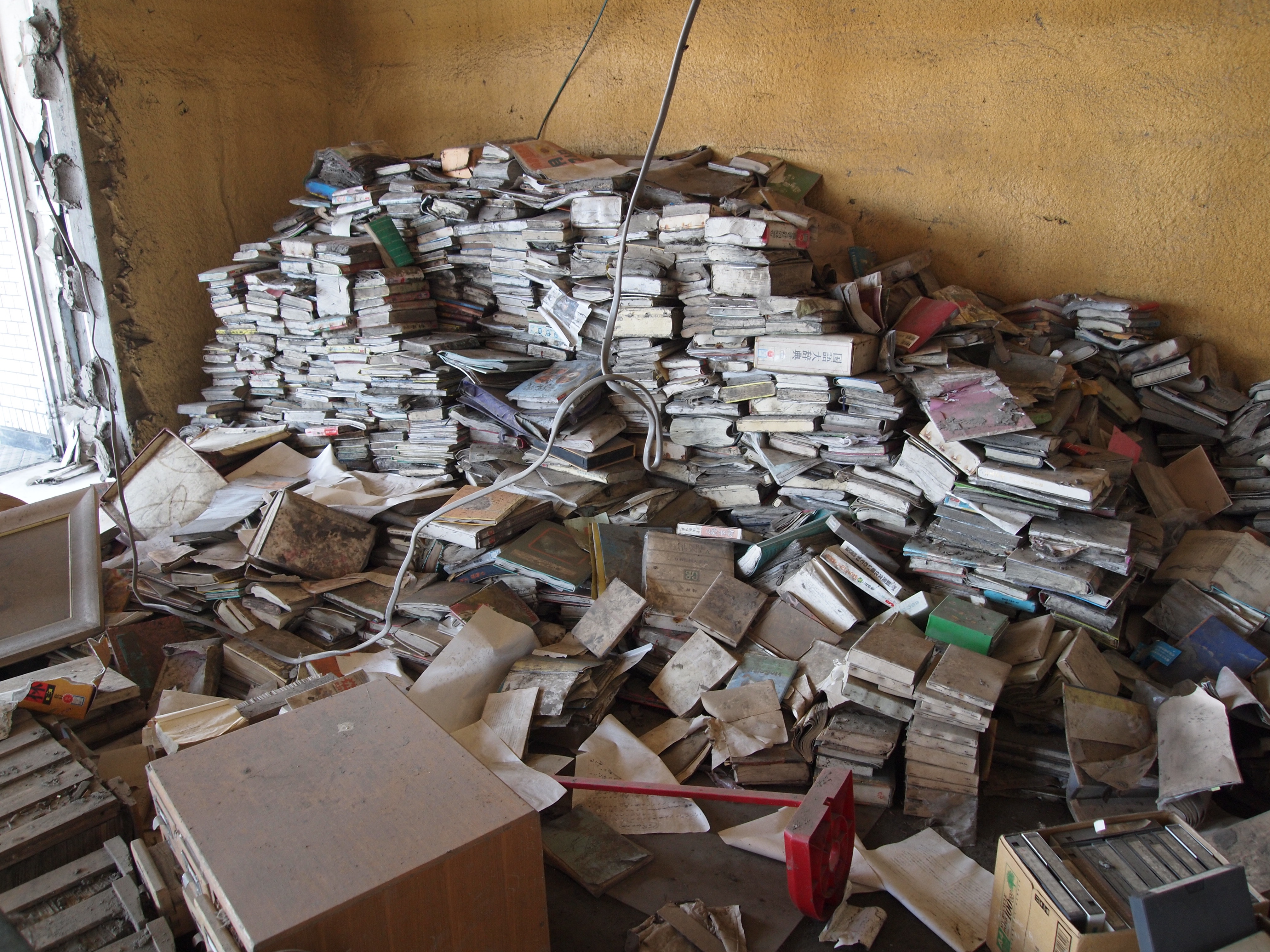
大槌町立図書館で津波の被害を受けた本

本の水濡れは、利用者の不注意だけでなくスプリンクラーの誤作動や結露など設備上の理由、水害や津波など災害によっても起こりうる。水は紙の大敵で、カビの原因ともなることから、静置しておけば状況が進行しない背の壊れやページの破れなどと異なり、迅速な対応が必要となる。概ね48時間を経過するとカビの被害が急速に拡大する。カビの繁殖には「胞子との接触」のほか「栄養」「水分」「酸素」「温度」の要素が関わり、いずれかを絶つことで繁殖を止めることができる。紙自体が栄養源となるため、栄養を絶つことは現実的ではない。
濡損時に水分を除去する一般的な応急処置として、水濡れが一部のページである場合には、濡れたページと被害のないページの間に下敷きなど水を通さないものを挟んで、水分が広がらないようにする。濡れた部分はタオルやティッシュペーパーなどで押さえて水分を吸収させるが、紙の強度が落ちているため擦ってはならない。写真集などに使われる塗工紙は乾くとページが貼り付いてしまうため、濡れているうちにページどうしを剥がす必要がある。開いたページに扇風機などで風を当て（ヘアドライヤーを使用する場合も、温風ではなく冷風を当てる。）、水分を吸わせるための白紙を挟み、やや湿っている程度まで乾かす。このとき、完全に乾燥させるとページが波打ってしまう。次の工程では、ページの波打ちを防ぐため板で挟んで重しを載せる。ページの間に紙をはさむ場合には裏移りしやすいものを避け、適宜新しい紙に取り換える。カビのおそれがある場合には、消毒用アルコールで拭き取る。
水分を絶つ方法としては、フリーズドライが有効であるが、真空凍結乾燥装置は必ずしも図書館の近隣に設置されているわけではない。ノートの製造を行う業者は、濡れた冊子を食料保存袋に入れ、冷凍庫で24時間ほど凍らせ、霜を取り除いて雑誌などでプレスする方法を紹介している。これは、紙は濡れると伸び、乾く際に縮むという性質から、乾く前に凍結させ水分を除去することで紙が波打たずに済むというものである。厚さにより冷凍時間を変えることで文庫本などにも応用できるが、紙のコーティングの仕様によっては不向きな場合がある。すぐに冷凍できない場合には、布団圧縮袋のような非通気性の袋に詰めて、掃除機で空気を抜いて酸素の供給を減らすことで時間稼ぎができる。電力が確保できず掃除機の使用もできない場合では脱酸素剤を使うこともできるが、嫌気性細菌による臭気のおそれがあるため次善策にとどめるべきである。
2011年の東日本大震災では、宮城県の南三陸町図書館、岩手県の陸前高田市立図書館・大槌町立図書館・野田村立図書館が津波で壊滅的な被害を受けた。陸前高田市立図書館は図書館員全員が死亡または行方不明となり、人的被害も深刻であった。陸前高田市立図書館の児童・生徒の文集や民俗芸能、郷土史などの資料は被災後にブックモビルに置かれており、岩手県立図書館をはじめ県内の公立図書館、国立国会図書館、東京都立図書館などの協力により、再入手が困難なものを中心に修復が行われた。野田村立図書館の被災資料についても、一般書籍など再入手可能なものは廃棄のための選別を行い、他館で所蔵していない郷土資料を中心に、近隣の普代村・久慈市・洋野町の図書館員やボランティアにより救済作業が行われた。